# Mellicta fallax
Mellicta fallax är en fjärilsart som beskrevs av Hormuzaki 1925. Mellicta fallax ingår i släktet Mellicta och familjen praktfjärilar. Inga underarter finns listade i Catalogue of Life.